# غايتانو شيريا
غايتانو شيريـّا (25 مايو 1953 - 3 سبتمبر 1989),شيريا هو أحد خمسة لاعبين في تاريخ أوروبا فـازوا بجميـع الالقـاب الدولية المعترف بها من طرف اليويفا والفيفا على مستوى الأندية ،شيريا كذلك واحد من بين تسعة لاعبين فازوا بالثلات البطـولات الاوروبيـة الكبـرى على مستوى الأندية ،(كـأس اوروبـا، كـأس ابطـال الكؤوس، وكـاس الويفا)،و هـم إلى جانـب شيريـا، انتونيو كابريني، ماركو تارديلي، ستيفانو تاكوني، سيرجيو بريو، باني بليند، ارنولد موهرين، جيانلوكا فيـالي وفيـتور بـايا. 
شيريا لعب للمنتخب الإيطالي ما يزيد عن 10 سنوات كان فيها بمثابة القائد وقائد الدفاع الأول الذي لا يمكـن الاستغناء عنه، مما وضـع فرانكو باريزي خارج المنتخب لاربع سنوات حتى اعتزل في 1986.
شيريا أصبح بطلا للعالم بعد فوزه مـع المنتخـب الايطـالي فـي مونديال 1982 بإسبانيا، حيت فازوا على البرازيل العملاقة 3/2 فـي دور ربع النهائي، ومن ثم على ألمانيا في النهائي بنتيجة 3/1.
شيريا كان مدافع رشيق وذو مهارة عالية وقدرة تكتيـية خارقة، على النقيض من الاساليب الخشنـة التي كانوا يتحلون بهـا مدافعين ذاك الجيل، وكان يشكل ثنائي رائع مع زميله كلاوديو جينتيلي، وكان شيريا معروف بروحه الرياضية العالية جـدا، والأبرز مـن ذلك انه لم يحصـل على أي بطـاقة لا صفراء ولا حمراء في تاريخه.
كان شيريا يلعب كليبرو، وساهم في تطوير هذا المركز الذي بدأه فرانز بيكنباور فـي 1970. رغـم انه مدافع الا انه كان يقوم بالمساعدة الهجومية مـع زملائه، وكان يسجل بنفسه في بعض الأحيان، وفي نهاية مسيرتة، شيريا لعب كقلب دفاع، المركز الذي أبدع فـيه كذلك.

## مسيرته
بدأ شيريا حياتة الكروية في فريق أتالانتا بيرغامو، وظهر في أول مباراة له امام فريق كالياري فـي 24 سبتنبـر 1972، لعـب لفريق اتالانتا موسمين كاملين، قبل الانتقال إلى سيدة إيطاليا «السيدة العـجوز» يوفينتوس، الفريق الذي اكمل فيه كل مسيرته الرياضية، لعب شيريا في الدوري الإيطالي 397 مباراة مسجلا فيـها 24 هدفاً، حقق غايتانو النجاح الكبير مع يوفنتـوس، حيث لعب إلى جانب المتألق كلاوديو جينتيلي وفازوا بكـل الالقاب الممكنة مع اليوفي.
شيريا بدأ مـع الأزوري الإيطالي في 30 ديسمبر 1974 امام منتخـب اليـونان، وسرعان ما أصبح ركيزة أساسية لا غنى عنها في تشكيلة انزو بيرزوت، ولعـب 3 مونديالات عالمية وكأس أوروبية وحيـدة في 1980. 
شيريا كان من بين أعضاء الفريق الإيطالي عندما حلوا في المركز الرابع في مونديال سنة 1978، وبعد بداية هادئة في 1982، المنتخـب الإيطالي اكتسح كل من الأرجنتين والبرازيل وصولا إلى ألمانيا في المباراة النهائية، حيـت صنـع شيريا مكانا لنفسه وتاريخاً مجيداً له كأحد المتوجين بالكأس العالمية الثالثة في تاريـخ الأزوري. 
في 1986، المنتخب الإيطالي كان يمر بفتـرة انتقالية وخرج على يد فرنسا في الدور الثاني، مما جعله آخر لقاء لشيريا مع الأزرق الإيطالي، ووضع حداً لمسيرته الدولية ب 78 مباراة سجل فيها هدفين.
شيريا اعتزل اللعب مع اليوفنتوس فـي نهاية موسـم 1987/1988، حيت تولى دور كشاف المواهـب في يوفنتوس، لكـن حياته انتهت بحادت سير في بابسك ببولندا، لتفقد إيطاليا أحد رموزها علـى مر التاريخ فـي سـن 36 سنة. 
شيريا كان هناك لمشاهدة لقاء لليوفنتوس في الويفا كأب ضد فريق جيورنيك زابرز. ومنذ ذلك الحين أصبح اسمه خالدا في اليوفنتوس وسميت جائزة اللعب النظيف على اسمـه، باعتباره نمودجاً يحتدى به في التفوق الرياضي والاخلاق العالية. كما اقترح المدرب السابـق اينزو بيرزوت عدم إعطاء الرقم 6 لأي لاعب في المنتخب الإيطالي وفي اليوفنتوس تخليدا لذكراه.

## الألقاب
- الدوري الإيطالي 7 مرات: 1974-75, 76-77, 77-78, 80-81, 81-82, 83-84, 85-86
- كأس إيطاليا مرتين: 1978-79, 82-83
- كأس الاتحاد الأوروبي مرة واحدة: 1976-77
- كـأس ابطـال الكؤوس مرة واحدة: 1983-84
- كأس الأندية الأوروبية البطلة مرة واحدة: 1984-85
- كأس السوبر الأوروبي مرة واحدة: 1984
- كأس الإنتركونتيننتال مرة واحدة: 1985
- كأس العالم لكرة القدم مرة واحدة: 1982
- المركـز الرابـع في كأس العالم مرة واحدة: 1978
- المركز الرابع في كأس الأمم الأوروبية مرة واحدة: 1980

## روابط خارجية
- غايتانو شيريا على موقع الاتحاد الدولي (مؤرشف)  (الإنجليزية)
- غايتانو شيريا على موقع الاتحاد الأوربي (الإنجليزية)
- غايتانو شيريا على موقع قاعدة بيانات كرة القدم.إي يو (الإنجليزية)
- غايتانو شيريا على موقع ناشيونال فوتبول تيمز (الإنجليزية)
- غايتانو شيريا على موقع عالم كرة القدم.نت (الإنجليزية)
- غايتانو شيريا على موقع CONI honoured athlete website (الإيطالية)